# Can't Say I Ain't Country
Can't Say I Ain't Country è il quarto album in studio del duo di musica country statunitense Florida Georgia Line, pubblicato nel 2019.

## Tracce
1. Tyler Got Him a Tesla (skit) (featuring Brother Jervel) – 0:41
2. Can't Say I Ain't Country – 2:56
3. Simple – 3:05
4. Talk You Out of It – 3:22
5. All Gas No Brakes (skit) (featuring Brother Jervel) – 0:46
6. Speed of Love – 2:33
7. Women (featuring Jason Derulo) – 3:31
8. People Are Different – 3:34
9. Told You – 3:59
10. Sack'a Puppies (skit) (featuring Brother Jervel) – 0:40
11. Y'all Boys (featuring Hardy) – 2:33
12. Small Town – 3:16
13. Sittin' Pretty – 3:06
14. Catfish Nuggets (skit) (featuring Brother Jervel) – 0:50
15. Can't Hide Red (featuring Jason Aldean) – 3:02
16. Colorado – 2:57
17. Like You Never Had It – 2:58
18. Swerve – 3:21
19. Blessings – 3:16
20. Meant to Be (featuring Bebe Rexha) (Country Radio Version) – 2:43

## Formazione
- Tyler Hubbard
- Brian Kelley